# Бізарр (фільм)
«Бізарр» (англ. Bizarre) — франко-американський кінофільм 2015 року, поставлений французьким режисером Етьєном Фором. Світова прем'єра фільму відбулася 7 лютого 2015 року у програмі Панорама на 65-му Берлінському кінофестивалі.
У 2015 році фільм брав участь у конкурсній програмі Сонячний зайчик 45-го Київського міжнародного кінофестивалю «Молодість».

## Сюжет
Вісімнадцятирічний француз Моріс з загадковим минулим тільки-но приїхав у Бруклін. У нього немає ні грошей, ні знайомих, ні даху над головою. Випадково Моріс знайомиться з двома красунями Кім і Бетті, які влаштовують його на роботу в їхній знаменитий андерґраундний кабаре-клуб «Бізарр». Там він починає стосунки із чарівним барменом Лукою, але незабаром йому знову доводиться змінити своє оточення.

## В ролях
| П'єр Прієр         | ···· | Моріс   |
| Адріан Джеймс      | ···· | Лука    |
| Ракель Наве        | ···· | Кім     |
| Ребека Андергілл   | ···· | Бетті   |
| Чарлі Гіммельштайн | ···· | Чарлі   |
| Люк Бірме          | ···· | чоловік |

## Визнання
| Нагороди та номінації фільму «Бізарр» | Нагороди та номінації фільму «Бізарр»                | Нагороди та номінації фільму «Бізарр» | Нагороди та номінації фільму «Бізарр» | Нагороди та номінації фільму «Бізарр» | Нагороди та номінації фільму «Бізарр» |
| Рік                                   | Нагорода                                             | Категорія                             | Номінант                              | Результат                             |                                       |
| ------------------------------------- | ---------------------------------------------------- | ------------------------------------- | ------------------------------------- | ------------------------------------- | ------------------------------------- |
| 2015                                  | 45-й Київський міжнародний кінофестиваль «Молодість» | Сонячний зайчик                       | Бізарр                                | Номінація                             |                                       |